# Никольское (городской округ Клин)
Нико́льское (Никольское-Сверчково) — деревня в Клинском районе Московской области России. Относится к Нудольскому сельскому поселению. Население — 7 чел. (2010).

## Расположение
Находится примерно в 17 км к югу от города Клин. Ближайшие населённые пункты — деревни Грешнево и Щекино.
Около деревни протекает река Чёрная.

## Известные уроженцы
В Никольском-Сверчкове родились выдающиеся русские зодчие: Яков Бухвостов и Трофим Игнатьев, известный как строитель Иосифо-Волоколамского монастыря.

## История
До середины XIX века — село, принадлежащее Татищевым. Затем перешло во владение полковника А. А. Азаревича; потом — к Старицким, а в XX веке. — кн. Гагариной.

## Население
| 2002 | 2006 | 2010 |
| ---- | ---- | ---- |
| 13   | →13  | ↘7   |

## Достопримечательности
В деревне сохранился действующий шестистолпный одноглавый храм — церковь Святителя Николая Мирликийского (Чудотворца), построенный по заказу А. Д. Татищева в 1738—1758 годах в стиле раннего барокко. Малые приделы посвящены Ахтырской Богоматери и Александру Невскому. Колокольня разрушена в 1930-х годах. Уцелела масляная живопись Я. Е. Епанечникова, выполненная в 1884 году.